# 克里斯蒂安·杜尔卡
克里斯蒂安·杜尔卡（羅馬尼亞語：Cristian Dulca，1972年10月25日—），罗马尼亚男子足球运动员，司职后卫。他曾代表罗马尼亚国家队参加1998年国际足联世界杯，结果队伍止步十六强。